# 志村文彦
志村 文彦（しむら ふみひこ）は、日本の声楽家（バスバリトン）。

## 経歴
山梨県市川三郷町出身。山梨県立市川高等学校出身。武蔵野音楽大学卒業、同大学院修了。
落合節子、藤田昌克、Ａ･ボッティオン、Ｖ･テッラノーヴァに師事。
1991年度（平成3年度）文化庁インターンシップ研修員。二期会 モーツァルト『ドン・ジョヴァンニ』騎士長役でデビュー。オペラでは出演歴がきわめて多く、昭和音楽大学オペラ情報センターだけでも84回の出演歴が記録されている。2018年（平成20年）には黛敏郎『金閣寺』道詮和尚役でフランス・デビューを果たした。今後は2020オペラ夏の祭典ワーグナー『ニュルンベルクのマイスタージンガー』に出演予定であったがCOVID-19の影響で延期・未定となっている。
また、NHK交響楽団定期演奏会シェーンベルク『グレの歌』をはじめ、宗教曲ではモーツァルト『レクイエム』、ヘンデル『メサイア』、バッハ『ロ短調ミサ』、ドヴォルザーク『スターバト・マーテル』、ベートーヴェン『ミサ・ソレムニス』に出演。そのほか、『第九』、マーラー交響曲第8番『千人の交響曲』等にソリストとして主要オーケストラと共演している。
二期会会員、日伊音楽協会会員、日本演奏連盟会員、啓声会（高橋啓三を会長とする会）会員。
二期会代議員。二期会オペラ研修所 声楽講師。東京音楽大学専任講師。

## 受賞歴
- 第27回日伊声楽コンコルソ第1位入賞[3]
- 第62回日本音楽コンクール入選[3]
- 第1回藤沢オペラコンクール奨励賞[3]
- 第22回イタリア声楽コンコルソ・ミラノ部門金賞[12]

## 主なディスコグラフィー
- J.ブラームス ジプシーの歌/愛の歌 指揮：畑中良輔、ソプラノ：大島洋子・平松英子、アルト：菅有実子・永富啓子、テノール：藤川泰彰・星洋二、バス：志村文彦・堀野浩史、ピアノ：久邇之宜・谷池重紬子（2002年12月18日）ビクターエンタテインメント VICC-60315